# Benifallim (kommun)
Benifallim är en kommun i Spanien.   Den ligger i provinsen Provincia de Alicante och regionen Valencia, i den östra delen av landet, 300 km sydost om huvudstaden Madrid. Antalet invånare är 110. Arean är 13,7 kvadratkilometer. Benifallim gränsar till Alcoy, Penàguila och Torremanzanas. 
Terrängen i Benifallim är kuperad åt sydväst, men åt nordost är den platt.